# Старый Тартас
Старый Тартас — село в Венгеровском районе Новосибирской области. Входит в состав Новотартасского сельсовета.

## География
Площадь села — 47 гектаров.
Старый Тартас расположен в 8 километрах к югу от села Венгерово, на берегу реки Оми, напротив впадения в неё реки Тартас.

## Население
| 1996 | 2002 | 2007 | 2010 |
| ---- | ---- | ---- | ---- |
| 339  | ↘306 | ↘304 | ↘298 |

## История
В 1722 году для охраны дороги между Тарой и Томском в месте слияния рек Тартас и Омь был основан Усть-Тартасский форпост. Форпост включал в себя крепость, обнесённую стеной, и казармы. В 1750 году постоянный гарнизон в форпосте был ликвидирован, форпост превратился в обычное село. Сейчас форпост представляет собой археологический памятник площадью около 2 тысяч квадратных метров.
В 1860-е годы село было местом ссылки поляков после подавления польского восстания 1863 года.
В декабре 2013 года ученые из Института археологии и этнографии Сибирского отделения РАН обнаружили в кургане на территории Старого Тартаса захоронение периода бронзового века. Обнаружено около 600 парных (мужчина и женщина) могил. Захоронения имеют возраст 3500 лет, и предположительно относятся к андроновской культуре.
В 2015 году недалеко от деревни Старый Тартас на археологическом памятнике Тартас-1 нашли рыбную коптильню эпохи неолита.